# Artanes Bay
Die Artanes Bay (englisch; bulgarisch залив Артанес saliw Artanes; im Vereinigten Königreich Pudsey Bay) ist eine 14 km breite und 6,2 km lange Bucht an der Oskar-II.-Küste des Grahamlands auf der Antarktischen Halbinsel. Sie liegt westlich des Kap Fairweather und östlich des Shiver Point. Sie entstand infolge des Aufbrechens des Larsen-Schelfeises im Jahr 2002 und des sich daran anschließenden Rückzugs des Rogosch-Gletschers.
Kartiert wurde sie 2012. Die bulgarische Kommission für Antarktische Geographische Namen benannte sie im selben Jahr nach der antiken thrakischen Siedlung Artanes im Nordwesten Bulgariens. Das UK Antarctic Place-Names Committee benannte sie dagegen 2020 nach der Meeresgeologin Carol J. Pudsey (* 1955), die als Wissenschaftlerin des British Antarctic Survey unter anderem an Untersuchungen zum Auseinanderbrechen der Schelfeisflächen im Nordosten der Antarktischen Halbinsel beteiligt war.